# Cooper Barnes
Nick Cooper Barnes (Sheffield, 15 de abril de 1979) é um ator americano, conhecido pelo papel de Capitão Man/Ray Manchester em Henry Danger. 

## Biografia
Cooper nasceu na Inglaterra e foi criado no estado americano Michigan, onde frequentou até 1997 a Northville High School. Mais tarde, ele se mudou para Los Angeles, dedicando-se à atuação.
Desde de 2001, ele começou a interpretar pequenos papéis em filmes. Ele apareceu em várias séries de sucesso, como Californication, Cold Case - Unresolved Crimes, Boa Sorte Charlie, Par de Reis, Switched at Birth - In Your Palce, Jessie (série de televisão) e Suburgatory. Além disso, desde 2014, ele desempenhou o papel principal de Capitão Man ou Ray Manchester, co-protagonista da série da Nickelodeon Henry Danger.

## Filmografia

### Cinema
| Ano  | Título                               | Personagem       | Ref.  |
| ---- | ------------------------------------ | ---------------- | ----- |
| 2001 | Digging With Earnest                 | Ryan             |       |
| 2006 | One Wild Knight                      | Nervous Employee |       |
| 2008 | I Am That Girl                       | Terry            |       |
| 2010 | O Anfitrião Perfeito                 | Rupert           | [ 3 ] |
| 2012 | The Guy Who's F*cking Your GirlFrind | Miller           |       |
| 2012 | Sunken City                          | Spencer          |       |
| 2013 | Defending Santa                      | Sam Bryant       |       |

### Televisão
| Ano         | Título            | Personagem                         | Ref.  |
| ----------- | ----------------- | ---------------------------------- | ----- |
| 2007        | Californication   | Tyler                              | [ 4 ] |
| 2009        | Cold Case         | Nick Vera                          |       |
| 2011        | Victorious        | Silver                             |       |
| 2012        | Boa Sorte Charlie | Stu (Episódio: "Special Delivery") |       |
| 2012        | Par de Reis       | —                                  |       |
| 2013        | Jessie            | —                                  |       |
| 2013        | Switched at Birth | Travis                             | [ 5 ] |
| 2013        | Kickin' It        | Eddie                              |       |
| 2014        | Suburgatory       | Fred                               | [ 6 ] |
| 2016        | The Mindy Project | Josh                               | [ 7 ] |
| 2014 - 2020 | Henry Danger      | Capitão Man / Ray                  |       |
| 2020 - 2024 | Danger Force      | Capitão Man / Ray                  |       |

### Dublagens
| Ano       | Título                     | Personagem              | Ref.  |
| --------- | -------------------------- | ----------------------- | ----- |
| 2013      | A Fuga do Planeta Terra    | Gray #2 Gray #3 (vozes) | [ 8 ] |
| 2015-2016 | Henry Danger Motion Comic  | Capitão Man (voz)       |       |
| 2017      | The Loud House             | Pai do Steak Steanko    |       |
| 2018      | As Aventuras de Kid Danger | Capitão Man (voz)       |       |

## Ligações Externas
- Barnes Cooper Barnes no X
- Barnes Cooper Barnes no Facebook